# Petr Kumstát
Petr Kumstát (* 19. November 1981 in Prostějov, Tschechoslowakei) ist ein tschechischer Eishockeyspieler, der seit Mai 2013 beim HC Sparta Prag aus der tschechischen Extraliga unter Vertrag steht.

## Karriere
Petr Kumstát begann seine Karriere in seiner Heimatstadt beim HC Prostějov, für den er in der Spielzeit 1999/2000 in der zweiten Juniorenliga Tschechiens spielte. Danach wechselte er zum HC Znojemští Orli, für den er während der Spielzeit 2000/01 in der tschechischen Extraliga debütierte. Insgesamt absolvierte er sechs Spiele für die Herrenmannschaft und kam ansonsten weiter bei den Junioren zum Einsatz. In der folgenden Spielzeit ging er 34 Mal in der Extraliga aufs Eis – dabei gelang ihm auch sein erstes Tor. Am Saisonende wurde er an den HC Kometa Brno ausgeliehen, für den er drei Spiele absolvierte.

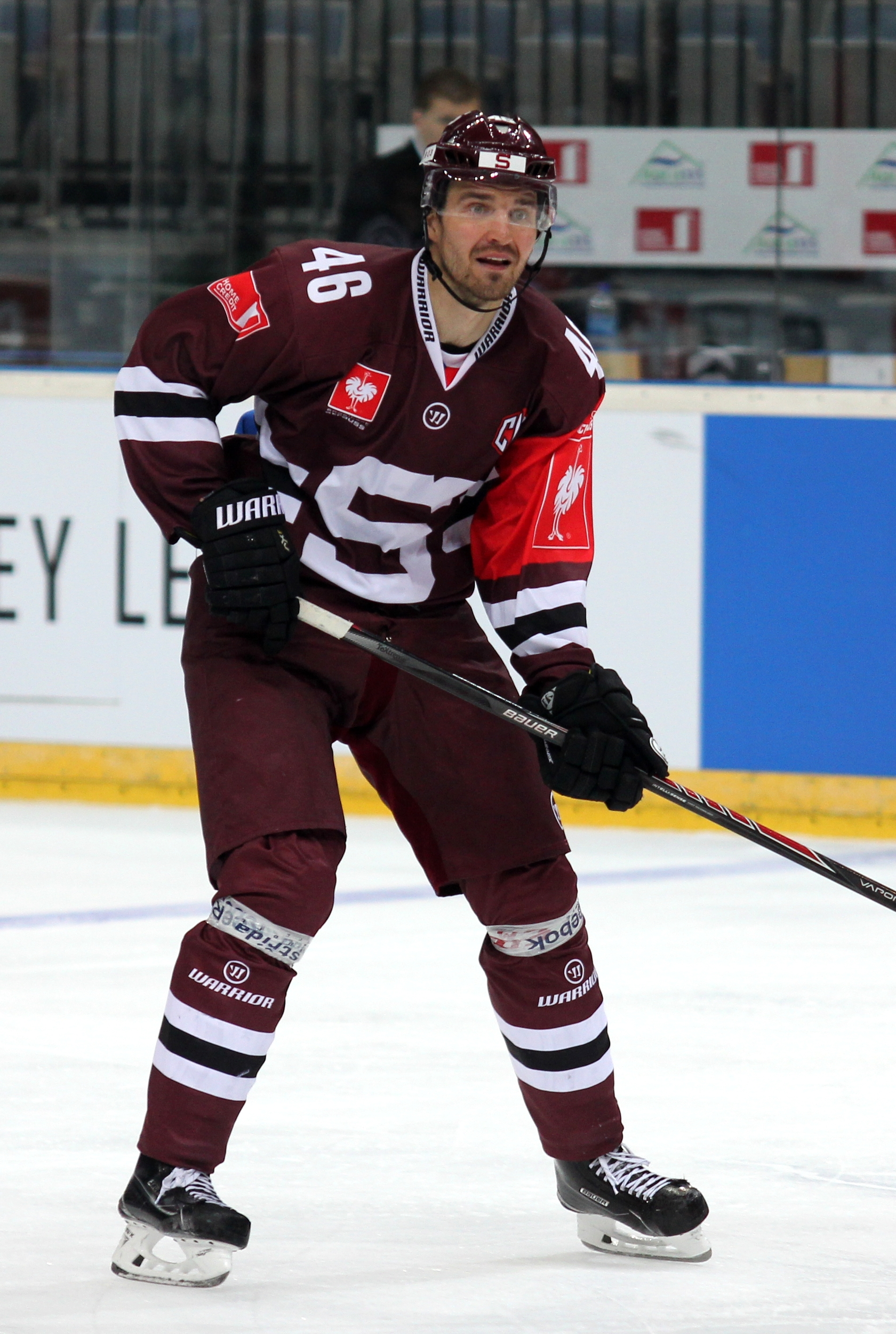
Petr Kumstát im Trikot des HC Sparta Prag, 2015

Im Sommer 2002 sicherte er sich einen Stammplatz im Extraliga-Kader seines Vereins und kam so auf 48 Hauptrunden- und sechs Playoff-Einsätze, in denen er 14 Scorerpunkte erreichte. Daraufhin nahm ihn der HC Energie Karlovy Vary unter Vertrag, bei dem er sich in den folgenden Jahren zu einem torgefährlichen Stürmer entwickelte. In der Hauptrunde 2006/07 war er mit 21 Toren bester Torschütze seines Teams. 2008 erreichte er mit seinem Team das Play-off-Finale gegen den HC Slavia Prag, dem sie aber nach sieben Spielen mit 3:4 Siegen unterlagen. Zu diesem Erfolg trug er 43 Scorerpunkte bei, womit er Topscorer des HC Energie in der Hauptrunde wurde. Ein Jahr später, in den Play-offs 2009, trafen diese beiden Mannschaften erneut im Finale aufeinander. Diesmal gewann Kumstát mit seinen Mannschaftskollegen die Serie mit 4:2 und erreichte damit die tschechische Meisterschaft. Zudem war er mit 45 Scorerpunkten erneut Topscorer des HC Energie in der Hauptrunde 2008/09.
Petr Kumstát stand bis zum Ende der Spielzeit 2012/13 beim HC Energie Karlovy Vary unter Vertrag.

### International

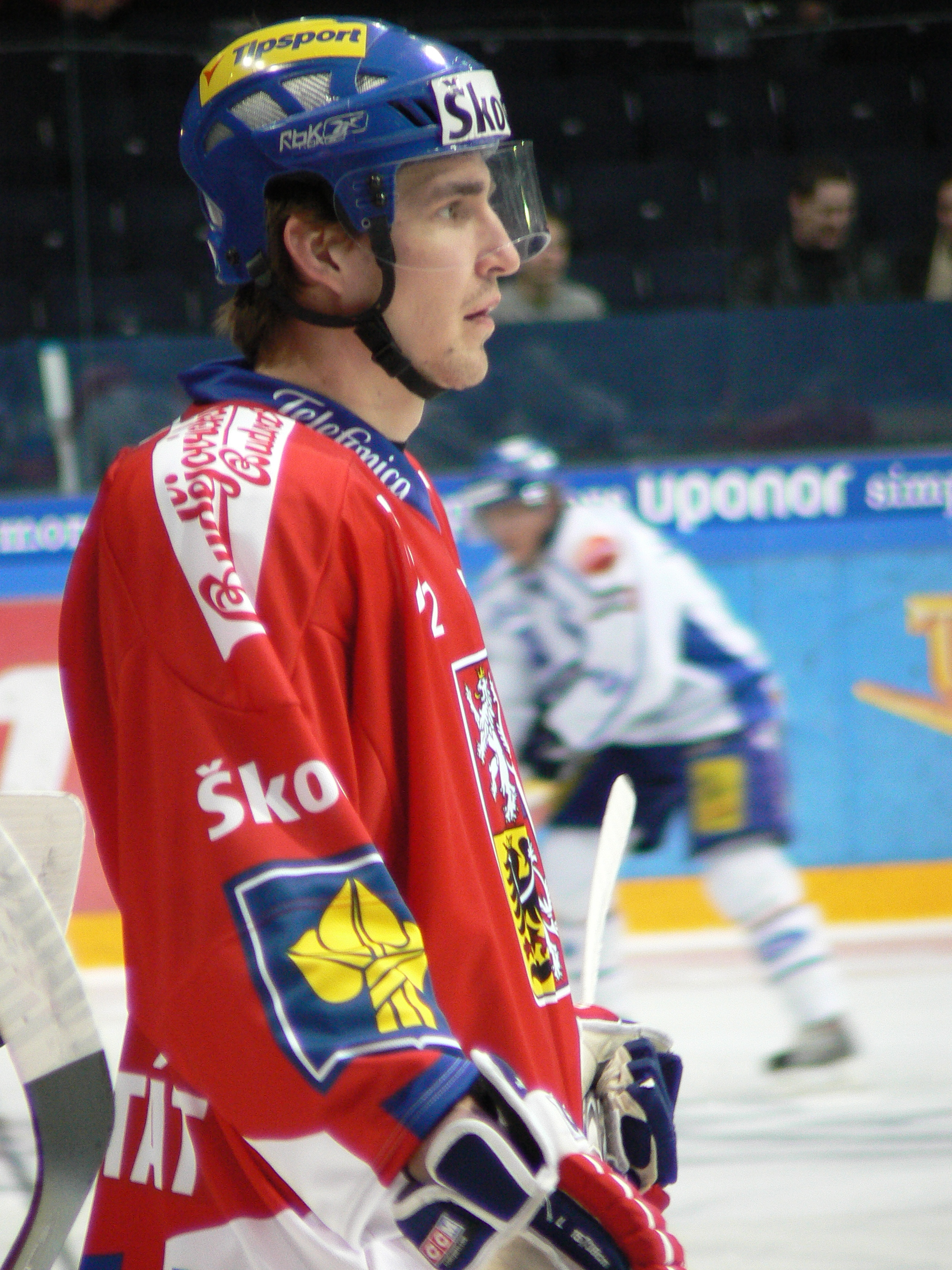
Petr Kumstát bei den LG Hockey Games 2008

Seine ersten Einsätze im tschechischen Nationalteam hatte Petr Kumstát während der Spielzeit 2007/08, als er einige Vorbereitungsspiele und drei Turniere der Euro Hockey Tour bestritt, den Karjala Cup, den Channel One Cup sowie die LG Hockey Games 2008. Zudem bestritt er die Czech Hockey Games 2009 für sein Heimatland, die er mit der Nationalauswahl gewann. Insgesamt absolvierte er bisher 36 Länderspiele, in denen ihm 16 Scorerpunkte gelangen.

## Erfolge und Auszeichnungen
- 2008 Tschechischer Vizemeister mit dem HC Energie Karlovy Vary
- 2009 Tschechischer Meister mit dem HC Energie Karlovy Vary

## Extraliga-Statistik
Stand: nach der Saison 2010/11